# Brunnen des Glücks

Brunnen des Glücks

Der Brunnen des Glücks ist ein Brunnen im Ostteil des Hofes des Bochumer Rathauses. Er wurde aus den Materialien Travertin und Bronze gefertigt. Er stammt vom Bildhauer August Vogel aus Berlin. Die Figur stellt die Göttin Fortuna dar.
Die Putten zeigen folgende Motive:
- Eheglück mit Ring und Pantoffel
- Fruchtbarkeit mit einem Apfel
- Optimismus mit leerem Portemonnaie
- Illusion mit Seifenblasen.